# Guinea Pig
Guinea Pig (ギニーピッグ, Ginī Piggu) é uma série de sete controversos filmes de terror gore-slasher japonês dos anos 1980 a 1990.
A série ganhou notoriedade mundial na maior parte pelos dois primeiros filmes, a série utilizou-se de cenas de violência brutal e extremamente realista nos seus filmes, o que fez com quer o produtor do filme tivesse que provar que ninguém estava realmente ferido ou morto. O produtor Hideshi Hino falou que o conceito original era criar uma adaptação para o cinema de sua obra feita no mangá.
A série Guinea Pig (cobaia, em inglês) ostenta, provavelmente, o primeiro posto entre os filmes de maior notoriedade no universo underground do horror extremo.
No ano de 1985 foi lançado no mercado de vídeo VHS uma série chamada “Za ginipiggu” (Guinea Pig), onde mostravam atrocidades e barbaridades em cenas tão reais que muitos pensavam ser um típico snuff (os filmes onde pessoas eram mortas de verdade em frente às câmeras). Durante anos, cópias raras e vagabundas circularam pelo mercado – sempre com péssima imagem – e ajudaram a transformar a série, registrada no formato vídeo e não película, em alvo de obsessão por parte dos aficionados em cinema extremo e de vanguarda. Um exemplo é que o ator Charlie Sheen denunciou o filme ao FBI, no início de 1990 por pensar ser verdadeiro.
Em 1986 o produtor da série, Satora Ogura, foi forçado a fazer uma versão em DVD com créditos e making of para mostrar a falsidade das acusações ao lançar “Meikingu obu Za ginipiggu” (Making of Guinea Pig), onde Nobuaki Koga, o responsável pela maquiagem de efeitos especiais do filme, revela como são feitas as maquiagens e os demais truques da série, quebrando assim um mito que até hoje engana os desavisados. “Za ginipiggu” não é um snuff, mas incomoda tanto quanto se fosse.
O escândalo serviu para que o Ocidente conhecesse Hideshi Hino, cérebro por trás da série e diretor de dois dos seus 11 capítulos: Guinea Pig: Flower of Flesh and Blood, em 1985, e Guinea Pig: Mermaid in a Manhole em 1988.
A série é formada por oito episódios, começando com “Za ginipiggu: Akuma no jikken” (Guinea Pig: Devil's Experiment) (1985). O filme pode ser considerado um curta-metragem com seus apenas 43 minutos, lançado direto para o mercado de vídeo, pois foi feito como um exercício de jovens estudantes de efeitos especiais de maquiagem. Num certo sentido, a série pode ser considerada quase pornográfica. O enredo normalmente é mínimo e funciona, a um primeiro exame, apenas como pálida justificativa para uma profusão de cenas radicalíssimas transbordantes de violência e sadismo, com cenas de torturas, desmembramentos e eviscerações. Na história três homens sequestram uma mulher jovem com o único intuito de torturá-la de muitas maneiras, e é isso que vemos durante todo o filme, uma tortura atrás da outra até a mulher morrer. Com o sucesso alternativo do filme, vieram as continuações.

## Filmes da Série
- “Za ginipiggu 2: Chiniku no Hana” (Guinea Pig 2: Flowers of Flesh and Blood), também de 1985, é o mais famoso da série. Este foi o filme que o ator Charlie Sheen assistiu e denunciou. Novamente não existe um roteiro, apenas um exercício de maquiagem. Um samurai sequestra uma moça e a leva para sua casa. Lá ele a seda e começa a desmembrá-la ainda viva, assistindo a tudo que o doido maníaco está fazendo. Este, além de ser o mais famoso da série, ainda tem como diretor Hideshi Hino, autor do sangrento mangá “Panorama of Hell”.
- A segunda sequência se chamou “Za ginipiggu 3: Senritsu! Shinanai otoko” (Guinea Pig 3: He Never Dies), e foi dirigida por Masayuki Hisamoto. Porém, essa continuação só foi lançada em 1992, fazendo com que a ordem cronológica da série ficasse bagunçada, tanto que no título em inglês dos filmes não aparece o número indicando qual é a continuação. Esse é o primeiro da série com um roteiro, bobinho, mas já era alguma coisa. Um rapaz leva um fora da namorada, que o troca por um amigo. Desesperado e deprimido, tenta se suicidar, apenas para descobrir que ele não morre. Tenta as mais brutais e nojentas formas de se suicidar, mas está sempre de pé. Então, ao invés de pular em frente de um rolo compressor, vai assombrar o cara que roubou sua namorada.
- Em 1986 Satora Ogura lançou “Meikingu obu Za ginipiggu” (Making of Guinea Pig), mostrando como foram feitas as maquiagens dos três filmes, mesmo assim muita gente ainda pensava que era tudo real, o que acabou se tornando óbvio pelo conteúdo imaginativo e totalmente irreal das próximas continuações.
- “Za ginipiggu 4: Manhoru no Naka no Ningyo” (Guinea Pig 4: Mermaid in the Manhole) de 1988, também de Hideshi Hino, conta a história de um artista largado pela mulher que vive sozinho e amargurado em sua casa no subúrbio do Japão. O artista em questão procura nos esgotos coisas velhas que servirão de modelo para suas obras. Ele encontra uma sereia doente em um esgoto, e a leva para casa. Deixa a coitada “confortável” em uma banheira. Com o passar do tempo a doença começa a avançar como um câncer e aparecem feridas pútridas e nojentas pelo corpo da coitada e ele vai pintando cada etapa da doença assim que avança. No mínimo, surreal.
- “Za ginipiggu 5: Notorudamu no Andoroido” (Guinea Pig 5: Android of Notre Dame) , também de 1988, só que agora dirigido por Kazuhito Kuramoto, conta a história de um cientista anão tentando impedir sua irmã de morrer. Ele não pensa duas vezes em matar pessoas para os experimentos na tentativa de salvá-la.
- “Za ginipiggu 6: Peter no Akuma no Joi-San” (Guinea Pig 6: Devil Woman Doctor) de 1990. O filme não passa de um monte de situações bizarras tendo um travesti como protagonista.  Na história uma médica que atende pacientes com doenças bizarras e os cura de formas ainda mais bizarras. A "doutora" em questão é uma travesti, interpretada pelo famoso cross-dresser japonês da vida real Shinnosuke Ikehata, também conhecido como "Peter". Este filme tentou tornar a série uma comédia de humor negro que abusava de extrema violência.
- “Shiroi kabe no kekkon” (Guinea Pig: Lucky Sky Diamond) de 1989. Este estranho filme não faz parte da série, foi considerado como parte do “Guinea Pig” apenas em solo americano. Conta as experiências nauseantes de uma mulher com drogas em um hospital. Foi dirigido por Izô Hashimoto.